# Dounia Sichov
Pour les articles homonymes, voir Sichov.
Evdokiya Sichov (en russe : Евдокия Сычёв), dite Dounia Sichov, née le 14 octobre 1980 à Saint-Cloud (France), est une réalisatrice, comédienne, chef-monteuse, traductrice et productrice française.

## Biographie
Dounia Sichov, de double langue maternelle russe et française, est la fille du photographe Vladimir Sichov et de la poète russophone Aïda Hmeleva. Ses parents, dissidents, quittent l'URSS en 1979 et perdent leur nationalité. Dounia Sichov naît ainsi apatride et le reste jusqu'à l'âge de 6 ans, où elle reçoit la nationalité française.
Elle fait ses études à Paris au lycée Victor-Duruy, puis à l'École supérieure d'art dramatique de Paris (ESAD) et au Conservatoire du 10e arrondissement.
En 2018, elle est membre du jury de la Queer Palm lors du 71e Festival de Cannes.

## Filmographie

### Montage

#### Fiction - longs métrages
- 2013 : Marussia d'Éva Pervolovici, sélectionné à la Berlinale 2013, mention du jury  au Festival international du film indépendant de Bordeaux 2013.
- 2015 : Departure d'Andrew Steggall, sélectionné au BFI Festival du film de Londres 2015, Mention Spéciale au Dinard Festival du film britannique 2015, Prix de la Jeunesse au Festival du film de Cabourg 2016, Prix d'interprétation au Festival international du film de Dublin 2016.
- 2015 : Le Moral des troupes de Marcia Romano et Benoît Sabatier, Prix du Low-budget Feature Film au Paris Independent Film Festival 2015.
- 2017 : Frost de Sarunas Bartas, sélectionné à la Quinzaine des Réalisateurs 2017 à Cannes, Prix du meilleur réalisateur au Listapad festival international du film de Minsk, Prix du meilleur réalisateur au  Festival international du film d'Istanbul.
- 2018 : Her Job (I douleia tis) de Nikos Labôt, sélectionné au Festival international du film de Toronto 2018, Prix du meilleur film, Prix FIPRESCI et Prix FIPRESCI Jeune au Festival international du film de Varsovie, Prix de la meilleure actrice au Festival international du film de Thessalonique, Prix spécial du jury et Prix de la Critique au Festival Cinéma Méditerranéen de Bruxelles, Prix du meilleur premier film, de la meilleure actrice et de la meilleure actrice dans un second rôle aux Prix du cinéma hellénique.
- 2019 : Les enfants d'Isadora de Damien Manivel , Léopard de la meilleure réalisation au Festival international du film de Locarno 2019, Mention spéciale au Festival international du film de Saint-Sébastien 2019.
- 2019 : Parthenon (Partenonas) de Mantas Kvedaravicius, sélectionné à La Semaine de la Critique - Mostra de Venise 2019.
- 2021 : Dainos Lapei de Kristijonas Vildziunas, sélectionné au Festival du film Nuits noires de Tallinn 2021.
- 2021 : Vida Comienza, Vida Termina de Rafael Palacio, sélectionné en compétition officielle au Fid Marseille 2021, Doc’s Fortnight 2022.
- 2022 : Un été comme ça de Denis Côté, sélectionné à la Berlinale - Compétition Officielle 2022, au Festival La Rochelle Cinéma 2022, au festival FanTasia 2022.
- 2022 : Retour à Séoul de Davy Chou, sélectionné au Festival de Cannes 2022 - Un Certain Regard, Prix du Meilleur Film au Festival International d'Athènes, Prix du Meilleur Film au Festival International de Belfast 2022, Prix du meilleur réalisateur et de la meilleure actrice au Asian Pacific Screen Award 2022, Prix Spécial du jury au Tokyo Filmex 2022, Prix du meilleur film de la Boston Society of Film Critics 2022, New Generation Award de la Los Angeles Film Critics Association 2022

- 2024 : Mongrel de Wei Liang Chiang et You Qiao Yin
- 2024 : Invention de Courtney Stephens
- 2024 : Quiet Life d'Aléxandros Avranás

#### Fiction - courts métrages
- 2013 : La Permission de Joyce A. Nashawati sélectionné au Festival du film de Belfort - Entrevues 2013.
- 2014 : In Vivo d'Anne Zinn-Justin.
- 2017 : Rambam Street d'Anna Cohen-Yanay sélectionné au Festival Côté court de Pantin 2017.

#### Documentaires - longs métrages
- 2013 : Atlas d'Antoine d'Agata, sélectionné au Festival international du film de Rome 2013 et au Festival international du film de Rotterdam 2014.
- 2016 : Mariupolis de Mantas Kvederavicius, sélectionné à la Berlinale-Panorama
- 2020 : The American Sector de Courtney Stephens et Pacho Velez, sélectionné à la Berlinale - Special 2020, DocAviv Film Festival 2020.
- 2021 : My Russian 90’s de Macha Ovtchinnikova, sélectionné au Festival International du Documentaire Flahertiana 2022.
- 2021 : Terra Femme de Courtney Stevens (en tant que consultante monteuse), sélectionné à Director’s Fortnight - Museum of Modern Art 2021, IDFA Festival international du film documentaire d'Amsterdam 2021, Rencontres internationales du documentaire de Montréal 2022.
- 2022 : Mariupolis 2 de Mantas Kvedaravicius et Hanna Bilobrova, Prix du Jury de L'Œil d'or (prix) au Festival de Cannes 2022 - Séance Spéciale, Prix du Meilleur Film Documentaire aux Prix du cinéma européen - European Film Award 2022.
- 2024 : Younost, une jeunesse russe de Salomé Hevin
- 2025 : Imago de Déni Oumar Pitsaev

#### Documentaires - courts métrages
- 2013 : Odyssée d'Antoine d'Agata, Independencia et Arte Creative, cinq installations vidéo pour l'inauguration du MUCEM à Marseille.
- 2014 : Vous qui gardez un cœur qui bat de Sylvain Verdet et Antoine Chaudagne, sélectionné aux États généraux du film documentaire de Lussas 2004, au Festival international du film Doclisboa 2014, mention spéciale au Festival Filmer.
- 2015 : Senza di voi (Ceci n'est pas une faute) de Chiara Chremschi, sélectionné au Genova Film Festival 2015, Trieste Film Festival 2015.
- 2017 : Cinéma de notre temps (série télévisée) : Danielle Arbid, un champ de bataille de Yannick Casanova, sélectionnée au Festival du cinéma de Brive 2017, Festival Côté court de Pantin 2017.
- 2017 : Salade russe, d'Eileen Hofer, sélectionné au festival Visions du réel 2017, Brussels Short Film Festival 2018.
- 2021 : Vikken (court métrage documentaire), Prix du Public/Air France au Fid Marseille 2021, Prix du meilleur film LGBT au Tokyo International Film Festival, Prix du meilleur film au Festival Olhar de Cinema 2021, Prix du jury au Festival du Film court en Plein air de Grenoble 2022, Cinematic Achievement Award au THESS International Film Festival Thessaloniki 2022, Meilleur film LGBT au International Short Film Festival of Seoul.

### Réalisation
- 2021 : Vikken (court-métrage documentaire), Prix du Public/Air France au Fid Marseille 2021, Prix du meilleur film LGBT au Tokyo International Film Festival, Prix du meilleur film au Festival Olhar de Cinema 2021, Prix du jury au Festival du Film court en Plein air de Grenoble 2022, Cinematic Achievement Award au THESS International Film Festival Thessaloniki 2022, Meilleur film LGBT au International Short Film Festival of Seoul.
- 2022 : L'éternité (clip) de Maud Lübeck, issu de l'album 1988, Chroniques d’un adieu (Finalistes/Cardiophonie).

### Production
- 2013 : Marussia (productrice associée) d'Éva Pervolovici, sélectionné à la Berlinale 2013.
- 2017 : Ta peau si lisse (coproductrice) de Denis Côté, sélectionné au Festival international du film de Locarno 2017, Iris de la meilleure direction de la photographie aux Gala Québec Cinéma 2018.
- 2018 : Alive in France de Abel Ferrara (productrice associée), sélectionné à la Quinzaine des Réalisateurs 2017 au Festival de Cannes.

### Actrice

#### Longs métrages
- 2010 : Memory Lane de Mikhaël Hers : Christelle
- 2013 : Marussia d'Eva Pervolovici  : Anna
- 2014 : Pasolini d'Abel Ferrara : hôtesse de l'air
- 2015 : Ce sentiment de l'été de Mikhaël Hers : Ida
- 2016 : Boris sans Béatrice de Denis Côté : Helga
- 2017 : Light Therafter de Konstantin Bojanov : Eva
- 2017 : Somniloquies de Lucien Castaing-Taylor et Verena Paravel : dormeur
- 2018 : Alive in France d'Abel Ferrara : elle-même
- 2017 : Happy End de Michael Haneke : une jeune femme
- 2019 : Siberia d'Abel Ferrara : l'épouse
- 2020 : Passion simple de Danielle Arbid : la cliente au salon de coiffure
- 2021 : Zeros and Ones d'Abel Ferrara : l'agent russe sérieuse
- 2024 : Pas de vagues de Teddy Lussi-Modeste : officier de police
- 2025 : La Tour de glace de Lucile Hadžihalilović : la première assistante réalisateur

#### Courts métrages
- 2006 : Photogramme de Gilad Carmel : Anna
- 2013 : Size Zero d'Armando Navarro : la première kidnappeuse
- 2016 : I, Philip de Pierre Zandrowicz : Claris
- 2018 : Mappemonde de Viken Arménian

#### Télévision
- 2002 : Âge sensible (série télévisée) de Gérôme Rivière : Lætitia
- 2010 : Marion Mazzano (série télévisée) de Marc Angelo, trois épisodes L'Enfant de la prison, Le Contrat, Le Passage secret: Chloé Lafaille
- 2010 : Les Bleus, premiers pas dans la police (série télévisée), saison 3, épisode 8 Corps étrangers de Stéphane Clavier : Léa Blackori
- 2010 : Enquêtes réservées (série télévisée), saison 3, épisode 2 Les Sanglots d'Hippocrate de Bruno Garcia : Tatiana Launay
- 2010 : La Belle Endormie (téléfilm) de Catherine Breillat : la fée aînée
- 2012 : Un village français (série télévisée), saison 4, épisodes 1 Le Train, 3 Un jour sans pain, 4 Une évasion de Philippe Triboit : Mariana
- 2015 : Profilage (série télévisée), saison 6, épisode 3 Maîtresse de Chris Briant : Mylène Bonnet
- 2017 : Ad Vitam (série télévisée), Épisode 4 de Thomas Cailley : Enquêtrice.

## Théâtre
- 2000 : Les Femmes savantes (Molière), de Daniel Annotiau, Théâtre de Ménilmontant, Paris.
- 2000 : On ne badine pas avec l'amour (Musset), de Jean-Louis Bilhoau, Conservatoire du VIe, Paris.
- 2001 : Supplément au voyage de Cook (Giraudoux), de Nicolas Briançon, Théâtre 13, Paris.
- 2004 : Studio (Besse), de Nicolas Briançon, Théâtre 13, Paris.
- 2005 : Les Travaux et les Jours (Michel Vinaver), de Garance Legrou, Théâtre des Bains-Douches, Le Havre.
- 2005 : Contes de France et du Pacifique (Compagnie Théâtrale Francophone), tournée en Nouvelle-Calédonie et au Vanuatu.
- 2005 : Angèle (Alexandre Dumas), de Gilles Gleizes, Théâtre Sylvia Montfort, Paris.
- 2005 : Csetwerskst, comédie musicale d'Armon Beham, Théâtre 13, Paris.
- 2005 : Britannicus (Racine), d'Ammon Beham, Hôtel de Soubise, Archives nationales de France, Paris.
- 2006 : La guerre de Troie n'aura pas lieu (Giraudoux), de Nicolas Briançon, Théâtre 13, Paris.
- 2006 : Le Legs (Marivaux), de Cécile Rist, Théâtre 13, Paris.
- 2006 : Aztèques (Azama), de Quentin Defait, Théâtre 13, Paris.
- 2007 : Écrire/L'Homme atlantique (Marguerite Duras), de Cécile Rist, Centre dramatique de Shanghai, tournée en Chine.
- 2007 : L'Amant (Pinter), de Cécile Rist, Théâtre des Bains-Douches, Le Havre.
- 2008 : Connectic (Cécile Rist), de Cécile Rist, Café de la Danse, Paris.
- 2009 : L'Amant (Pinter), de Cécile Rist, Café de la Danse, Paris.
- 2009 : La Fausse Suivante (Marivaux), de John Wright, Scène Nationale de Dieppe et tournée en Angleterre.
- 2010 : Tailleur pour dames (Feydeau), de Cécile Rist, Café de la danse, Paris.
- 2021 : Concert-littéraire autour de Goliarda Sapienza de Maissiat à la Maison de la Poésie, avec Maissiat (chanteuse) et Laura Cahen.

## Traduction
Hamlet de Paul Florensky (Pavel A. Florenski), Éditions Allia, 2006.

## Jury de festival
- 2016 : Istanbul - !f Istanbul Independent Film Festival - compétition longs métrages internationaux.
- 2016 : Bordeaux - Festival international du film Indépendant, FIDB - sections courts métrages et contrebande.
- 2017 : Paris - Champs-Élysées Film Festival - compétitions courts métrages américains et courts métrages français.
- 2017 : Marseille - Festival international de cinéma, FID Marseille - compétition premiers films et compétition longs métrages français.
- 2017 : Paris - Festival international Paris Courts Devant - compétition fictions VR/360°.
- 2017 : Genève - Festival international du film - compétition longs métrages internationaux.
- 2018 : Prague - Ex Oriente - East Doc Platform
- 2018 : Cannes - Queer Palm du Festival de Cannes.
- 2019 : Paris - Objectif Censier
- 2020 : Paris - WIPP Festival
- 2021 : Beyrouth - Beirut Cinema Platform
- 2022 : Marseille - Festival international de cinéma, FID Marseille 2022 - Présidente du jury de la compétition française.
- 2022 : Paris - Festival Chéries Chéris - Compétition longs-métrages de fiction.